# Lluís Puiggener i Fernández
Lluís Puiggener i Fernández (Barcelona, 23 d'agost de 1847 - ibídem, 12 d'octubre de 1918) va ser un escultor català.

## Biografia

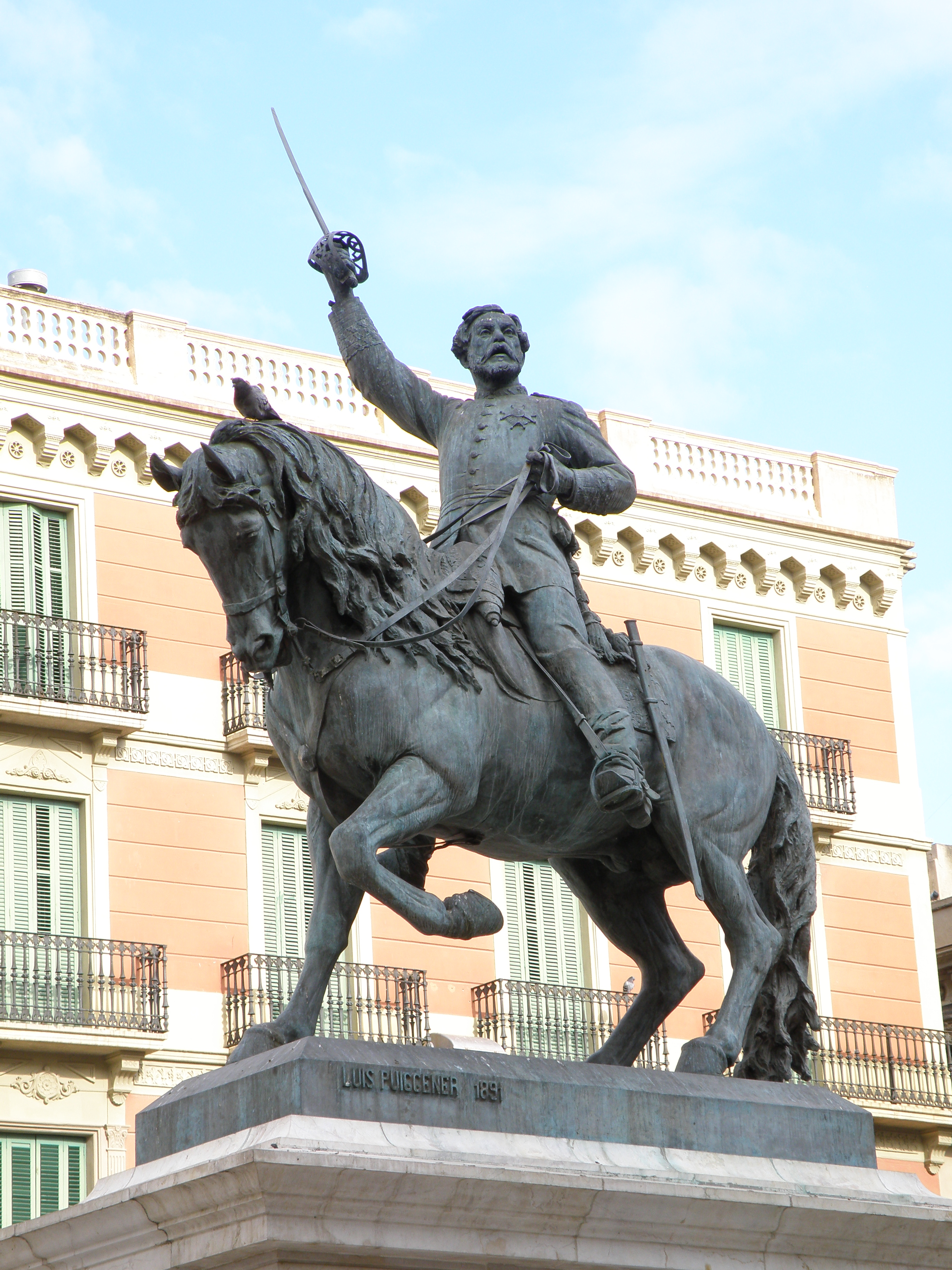
Monument al General Prim, Reus (1891)

Va néixer al carrer Sant Honorat de Barcelona, fill de Miquel Puiggener i Puiggener, de Santa Coloma de Queralt, i de Rosa Fernández i Serra, de Bellpuig.
Es va especialitzar en imatgeria religiosa i escultura funerària, terreny en el qual va col·laborar sovint amb Joan Flotats i Llucià. La seva principal obra van ser els dos monuments al general Prim, un a Reus i un altre a Barcelona. En Barcelona a Prim (parc de la Ciutadella, 1882-1887) va realitzar una estàtua eqüestre situada sobre un pedestal dissenyat per Josep Fontserè i Mestre. Destruïda l'obra original el 1936, va ser substituïda el 1948 per una altra elaborada per Frederic Marès. A Reus (plaça de Prim, 1891) va elaborar igualment una estàtua eqüestre sobre pedestal, amb el braç alçat amb una espasa donant l'ordre d'atac.
Va ser autor tanmateix de les escultures de la façana de la Granja Martí-Codolar i de l'estàtua de la Verge de la Mercè al jardí de la mateixa. Va col·laborar amb Joan Roig i Solé, Rossend Nobas i Francesc Pagès i Serratosa en els relleus del Monument a Antonio López y López, on va efectuar el corresponent al Crèdit Mercantil i Banc Hispano-Colonial.
Al cementiri del Poblenou de Barcelona va ser autor, al costat de Joan Flotats, de les figures del Repòs i l'Oració del panteó de la família Serra, obra del mestre d'obres Jeroni Granell i Mundet (1880). També té obres al cementiri de Manresa.
Es va casar l'agost de 1898 amb la manresana Petronila Domènech i Rosselló (1875-*), amb qui va tenir dos fills, Lluís i Emili.